# Moritz (Bentheim-Tecklenburg)
Moritz von Bentheim-Tecklenburg (auch Mauritz) (* 31. Mai 1615 auf Schloss Rheda; † 25. Februar 1674 in Tecklenburg) war seit 1623 Graf von Tecklenburg und  Herr zu Rheda. Er erbte unter anderem auch 1629 die Grafschaft Limburg und 1632 die Kölner Erbvogtei, 1638 Gronau und andere niederrheinische Besitzungen.

## Familie
Der Vater war Graf Adolf von Bentheim-Tecklenburg, die Mutter war Margareta von Nassau-Wiesbaden-Idstein. Er selbst heiratete 1636 Johanna Dorothea von Anhalt-Dessau (1612–1695). Aus der Ehe gingen zehn Kinder hervor:
- Johann Adolf (* 22. September 1637; † 29. August 1704), Graf von Tecklenburg 1674–1704

⚭  Mai 1664 Johanna Dorothea von Schaumburg-Lippe (1649–1695), Tochter von Philipp I von Schaumburg-Lippe
⚭ 21. April 1679 Charlotte von Hessen-Kassel (1653–1708), Tochter von Friedrich von Hessen-Kassel
- Sophie Agnes Eleonore (1638–1691)
- Wilhelm Ludwig († jung)
- Juliane Ernestine († 1691)
- Anna Elisabeth Wilhelmine (1641–1696)

⚭ 21. März 1661 Philipp Konrad von Bentheim-Steinfurt (1627–1668)
⚭ 27. Mai 1684 Georg II. Karl Ludwig von Leiningen-Westerburg-Neuleiningen (1666–1726)
- Anna Elisabeth († 1694)
- Konradine Ludowika (Luise) (* 28. April 1647; † 2. November 1705) ⚭ 5. Juni 1686 Friedrich von Wied (1618–1698)
- Ludowika Margarethe (1648–1722) ⚭ 19. Mai 1667  Wilhelm zur Lippe-Brake (1634–1690), Sohn von Otto zur Lippe-Brake
- Emilie Charlotte († 1713), Abtissin zu Leeden
- Friedrich Moritz (* 27. Oktober 1653; † 13. Dezember 1710), Graf von Tecklenburg 1704–1710

⚭ 1689 Sophie Theresia von Ronow und Biberstein (1660–1694)
⚭ 3. Januar 1696  Christina Maria zur Lippe-Brake (1673–1732)

## Leben
Beim Tod seines Vaters war er noch ein Kind von acht Jahren. Für ihn übernahm seine Mutter die Regentschaft. In der Grafschaft Limburg übernahm seine Tante die Regentschaft bis 1640. Moritz lebte nach dem Tod des Vaters bei seinem Onkel Wilhelm Heinrich in Burgsteinfurt. Er besuchte dort auch die hohe Schule. Danach begab er sich auf seine Grand Tour durch die Niederlande, Frankreich und England. Diese war als Folge des Dreißigjährigen Krieges beschwerlich und nicht ohne Gefahren.
Im Jahr 1634 übernahm er selbst die Herrschaft in Tecklenburg. Seine Länder war durch den Krieg stark in Mitleidenschaft gezogen worden. Im Jahr 1638 überließ er seiner Tante Schloss und Grafschaft Limburg als Witwenversorgung, ohne den Herrschaftsanspruch auf das Gebiet abzugeben. Er bemühte sich um den Erhalt seiner Besitzungen, konnte aber nicht verhindern, dass immer mehr Schulden anfielen. Nach Kriegsende ließ er das Schloss in Tecklenburg wieder in Stand setzten und ein neues Burgtor errichten. Wohl als Folge des Umbaus residierte die Familie seit 1671 in Rheda.
Er versuchte die Wirtschaft durch die Förderung der Leinenproduktion zu fördern. In Form der Hausindustrie wurde in zahlreichen Orten das Tecklenburger Löwendlinnen hergestellt. Durch diesen Wirtschaftszweig erlebte das Land einen wirtschaftlichen Aufschwung. Auch begann in dieser Zeit die Zahl der für die Region bis ins 19. Jahrhundert typischen Heuerlinge zuzunehmen. Auch in der Herrschaft Rheda förderte er die Leinenproduktion und ließ eine neue Münzstätte errichten. In der Grafschaft Limburg erlebte die Drahtherstellung einen Aufschwung.
Das Land blieb aber politisch schwach und unbedeutend. Es gelang trotz intensiver Bemühungen nicht, die Grafschaft Lingen zurückzugewinnen. Auf Limburg erhoben verschiedene Territorien Anspruch. Darunter war auch Kurbrandenburg, das das Gebiet auch besetzt hielt. Es kam 1649 zu einem Ausgleich, der zu einem Abzug der Brandenburger Truppen führte, ohne dass der Kurfürst seine Ansprüche aufgegeben hätte. Die Ansprüche des Herzogs von Berg wurden 1669 nach Zahlung von 10.000 Reichstalern abgelöst.